# District de Caia
Pour les articles homonymes, voir Caia.

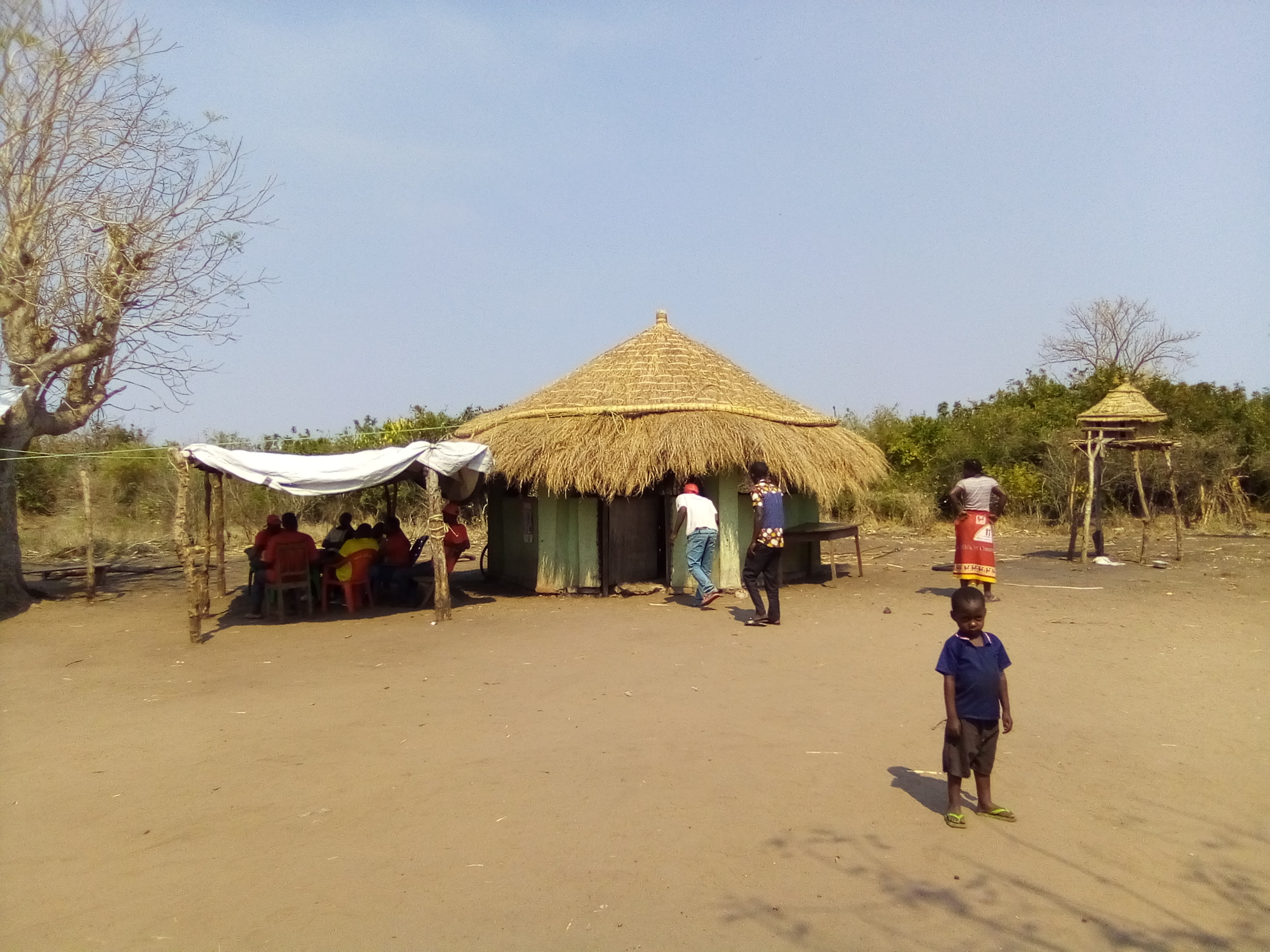
Village dans le district de Caia.

Le district de Caia est une subdivision administrative située dans la province de Sofala, au nord du Mozambique. En 2007, sa population est de 115 455 habitants.

## Source de la traduction
- (en) Cet article est partiellement ou en totalité issu de l’article de Wikipédia en anglais intitulé « Caia District » (voir la liste des auteurs).